# Grå
Grå er en nuance, som opnås ved blanding af hvid og sort (forskellige blandingsforhold giver forskellige grå nuancer). I Danmark kendes skummetmælkskartoner som regel på den grå nuance. Grå symboliserer det kedelige, hverdagsagtige, neutrale og det der er udefinerlig.
- Wikimedia Commons har flere filer relateret til Grå

| Artikelstump | Spire Denne artikel om en farve er en spire som bør udbygges. Du er velkommen til at hjælpe Wikipedia ved at udvide den. |

|  | Infoboks uden skabelon Denne artikel har en infoboks dannet af en tabel eller tilsvarende. |